# Maghar (Ar-Rakka)
Maghar – wieś w Syrii, w muhafazie Ar-Rakka, w dystrykcie Tall Abjad. W 2004 roku liczyła 1223 mieszkańców.